# الأسد V
ليو V  -(بالإنجليزية: Leo V)‏ هي مجرة قزمة كروية (dSph). تقع في كوكبة الأسد على مسافة تقدر بحوالي 180 الف فرسخ فلكي 567 الف سنة ضوئية من الشمس وتتحرك بعيدا عن الشمس بسرعة تقارب 173 كم / ثانية. اكتشفت المجرة في عام 2007 من بيانات مسح سلووان الرقمي للسماء.
ليو V واحدة من أصغر وأخفت المجرات القمرية المعروفة لدرب التبانة ضياؤها الكلي يعادل حوالي 10,000 ضياء شمسي قدرها الظاهري المطلق −5.2 ± 0.4)، وهذا أقل بكثير من ضياء عنقود مغلق نموذجي. ومع ذلك، فأن كتلتها تقارب 330 كتلة شمسية ، مما يعني أن نسبة الكتلة إلى الضوء لليو V حوالي 75. نسبة الكتلة إلى الضوء العالية تعني أن ليو V تهيمن عليها المادة المظلمة.